# カンタベリー (アルバム)
『カンタベリー』（Canterbury）は、イングランドのヘヴィメタル・バンド、ダイアモンド・ヘッド が1983年に発表した3作目のスタジオ・アルバム。バンドは本作を最後に一度解散した。

## 背景
レコーディング中にコリン・キンバリーとダンカン・スコットがバンドを脱退。最終的にはマーヴィン・ゴールズワーシーとロビー・フランスが後任のメンバーとなり、モンスターズ・オブ・ロックへの出演やブラック・サバスのヨーロッパ・ツアーでのオープニングアクトを経て、バンドは本作のプロモーション・ツアーを行った。ブライアン・タトラーは2011年のインタビューで、本作の音楽性について「俺はここ何年か『カンタベリー』を聴いていない。俺が覚えている限りでは、音作りは良かったし"To the Devil His Due"、"Makin' Music"、"Knight of the Swords"といった曲は気に入っているけど、何曲かはロックのオーディエンスにとって少々実験的すぎたかな」と振り返っている。
本作の初回盤LPは、2万枚にプレス・ミスが起こるというアクシデントに見舞われた。

## 反響・評価
本作は４週にわたって全英アルバムチャートでトップ100入りし、最高32位を記録した。本作からの先行シングル「メイキン・ミュージック」は全英シングルチャートで87位に達し、続く「アウト・オブ・フェイズ」は80位を記録した。
Eduardo Rivadaviaはオールミュージックにおいて5点満点中2点を付け「デビュー作に当たる名盤『Lightning to the Nations』で通底していた、ブラック・サバスから影響を受けた壮大なリフも、複雑なアレンジも失われ、ポップな要素を取り入れたソングライティングという不幸な試みに取って代わられた」と批判する一方、「ギタリストのブライアン・タトラーは、なおも趣味の良いメロディやソロを提供している」と評している。

## リイシュー
2007年にポーランドのメタル・マインド・プロダクションズから発売されたリマスターCDには、ボーナス・トラックが3トラック（うち1トラックはインタビュー）追加された。その後の日本盤再発CD (2008 / UICY-93476, 2011 / UICY 25108)も、メタル・マインド盤と同様の内容になっている。

## 収録曲
全曲ともシーン・ハリスとブライアン・タトラーの共作。
1. メイキン・ミュージック - "Makin' Music" - 3:51
2. アウト・オブ・フェイズ - "Out of Phase" - 3:32
3. キングメイカー - "The Kingmaker" - 4:11
4. ワン・モア・ナイト - "One More Night" - 4:11
5. トゥ・ザ・デヴィル・ヒズ・デュー - "To the Devil His Due" - 6:02
6. 剣の騎士 - "Knight of the Swords" - 6:52
7. イシュメイル - "Ishmael" - 4:00
8. アイ・ニード・ユア・ラヴ - "I Need Your Love" - 3:02
9. カンタベリー - "Canterbury" - 4:57

### リマスターCDボーナス・トラック
1. メイキン・ミュージック: エクステンディッド - "Makin' Music (Extended)" - 6:08
2. サッキング・マイ・ラヴ: ライヴ - "Sucking My Love (Live)" - 9:08
3. アンディ・ピーブルス・インタビュー・インクルーズ・トゥ・デヴィル・ヒズ・デュー - "Andy Peebles Interview Incl. To the Devil His Due" - 15:58

## 参加ミュージシャン
- シーン・ハリス - ボーカル
- ブライアン・タトラー - ギター
- コリン・キンバリー - ベース
- マーヴィン・ゴールズワーシー - ベース
- ダンカン・スコット - ドラムス
- ロビー・フランス - ドラムス
- ジェイミー・レイン - ドラムス
- クリス・ヒートン - キーボード、シンセサイザー
- ザ・ジョリー・スレイヴス - バッキング・ボーカル